# Nijinski (film)
Pour plus de détails, voir Fiche technique et Distribution.
Nijinski (titre original : Nijinsky) est un film américain réalisé par Herbert Ross, sorti en 1980, relatant la vie de Vaslav Nijinski, célèbre danseur russe. 

## Fiche technique
- Titre : Nijinski
- Titre original : Nijinsky
- Réalisation : Herbert Ross, assisté d'Yves Amoureux
- Scénario : Hugh Wheeler
- Photographie : Douglas Slocombe
- Montage : William Reynolds
- Production : Nora Kaye et Stanley O'Toole
- Société de production : Hera Productions
- Pays de production :  États-Unis
- Langue : Anglais
- Format :
- Genre : Drame, film musical, film biographique
- Durée : 129 minutes
- Dates de sortie : 
  - États-Unis : 21 mars 1980
  - France : 24 septembre 1980

## Distribution
- Alan Bates : Serge Diaghilev
- George De La Pena : Vaslav Nijinski
- Leslie Browne : Romola de Pulsky
- Alan Badel : le baron de Gunzburg
- Colin Blakely : Vassili
- Ronald Pickup : Igor Stravinsky
- Ronald Lacey : Léon Bakst
- Vernon Dobtcheff : Sergei Grigoriev
- Jeremy Irons : Michel Fokine
- Siân Phillips : Lady Ripon
- Janet Suzman : Emília Márkus